# 명일방주: 엔드필드
명일방주: 엔드필드(중국어: 明日方舟：终末地, 영어: Arknights: Endfield)는 상하이 게임 개발사 Hypergryph가 개발한 3D 실시간 전략 롤플레잉 게임이다. 명일방주, 엑스 아스트리스 다음으로 자체개발한 3번째 게임이다.
명일방주와 같은 세계관을 공유한다고 한다.

## CG 트레일러
https://www.youtube.com/watch?v=Xhisa9COcuY